# Алексяну Георге
Алексяну Георге (нар. 1897; Панчу — 1 червня 1946 Жилава) — румунський політичний діяч, професор права Бухарестського університету, призначений урядом Йона Антонеску цивільним губернатором Трансністрії.

## Життєпис
У 1915 році вступив до Бухарестського університету, проте в 1916 році, після вступу Румунії у Першу світову війну, пішов добровольцем в армію.
Після демобілізації продовжив навчання, по завершенні якого викладав історію та філософію у ліцеї в Римніку-Вилча. У 1925 році, після закінчення курсу докторату в Бухарестському університеті, став доктором права. У 1927 — 1938 роках — професор публічного права в Чернівецькому університеті.
У 1938 році призначений королівським резидентом у цинуті Сучава, з резиденцією у місті Чернівцях, а з 1 лютого 1939 року переведений на таку ж посаду у столичному цинуті Бучедж.
19 серпня 1941 року прем'єр-міністр Румунії маршал Іон Антонеску декретом №110 створив провінцію «Трансністрія» та затвердив «Інструкції з управління провінцією Трансністрія», а також призначив Алексяну губернатором провінції. При цьому маршал дав настанову Алексяну — діяти на загарбаних землях так, ніби влада Румунії встановлена тут на два мільйони років.
Після повалення режиму Антонеску був заарештований та відданий під суд, за вироком якого був страчений 1 червня 1946 року, разом з колишнім диктатором.

## Політичні погляди
Провадив жорстку окупаційну політику, спрямовану на пограбування міст і сіл, а також майна населення. Алексяну — організатор масового геноциду євреїв (усього замордовано понад 278 тисяч осіб), депортації українського населення (56 тисяч осіб) до Румунії та Німеччини. Активно провадив політику румунізації захоплених українських земель, видав накази про заборону вжитку української мови, виконання українських пісень тощо, виступив організатором «наукового інституту Трансністрії», який мав стати оплотом румунізації захоплених територій[джерело?].